# 織田千穂
織田 千穂（おだ ちほ、1986年9月3日 - ）は東京都港区出身のモデル、ラジオパーソナリティ。
血液型は、O型寄りのB型。スリーサイズはB82、W56、H84。

## 人物
- 特技や趣味：ピアノ、モダンバレエ、書道、トランペット、レーシングカート

元々劇団四季等ミュージカルが好きだったため 2011年、小栗旬から「世界観変わるので宝塚だけは絶対一回観た方が良い。」と勧められ、初観劇をきっかけに現在でも大の宝塚歌劇ファンである。
- 好物：とんかつ　
とんかつを食べることを「カチュチャージ」と表現し、以前参加した「伊東ラン」という自転車イベントでも補給食ポイントで「カチュチャージ」という表現が使用され、現在もそのまま引き継がれてイベント内の重要な要素として定着している
- 資格・免許
アロマテラピー検定1級、漢字検定2級、秘書検2級、パソコン検定3級、英検3級、書道3段(硬筆&毛筆)、
実用マナー検定準3級、国内A級ライセンス、公認審判員ライセンス(技術、コース、計時）、普通自動車MT免許、TRMC、K4GP、SLライセンス、FISCOライセンス
- 愛犬：プゥ♂(チワワ)

## 略歴
1986年 東京都港区に生まれる。
2007年 フォーミュラ・ニッポン sabra RQ of the yearグランプリ受賞。2007年、2008年 FormulaNippon　ミスPIAAガール(PIAA　Nakajima Racing Team RQ)。2007年、2008年 SUPER GT ミスPIAAガール(EPSON　Nakajima Racing Team RQ)。2007年 Super耐久　MagSLガール(KARURA　Racing ings★北海Z　Team RQ)。Yahoo！自動車アワード2007イメージキャラクター。2008年 ドライバースタンドイメージガール。
2009年 キトキトギャルズ(DE耐、JOY耐、もて耐、K4GP)。2010年 Super耐久　DUKEギャル(Hondacars東京with G motion)。ジャパンカートカップ第2戦筑波サーキット　優勝。K-TAIツインリンクもてぎ　レディース賞　MVP賞。 ジャパンカートカップ第5戦ツインリンクもてぎ　準優勝。
2010年 アメフェス2010イメージガール。その他 全日本 ロードレース選手権（MFJスーパーバイク）DUKEギャル(TeamTARO&PLUS ONE）。

## 出演

### ラジオ
- KIBA BREEZE!!!（モータースポーツ番組／レインボータウンFM） 水曜 20:00 - 21:00
- ガルドラ〜Girl's Driver〜（エフエム富士）日曜 17:30 - 18:00
- あそびTALK（エフエム富士）日曜 17:30 - 18:00
- HONEY-STYLE（エフエム富士）日曜 18:00 - 18:30
- 神奈川トヨタインフォメーション（FM横浜）木曜 11:45 -
- METERS MUSIC presents Feel The Music（FM横浜）木曜 26:30 -27:00
- LANDROVER presents NAVICARS CAFE(エフエム富士）日曜 9:00 - 9:24
- CVSTOS presents NAVICARS CAFE（エフエム富士）日曜 17:30 - 18:00
- BIGMOTOR presents ENJOY CAR LIFE（ベイエフエム）金曜 18:40 - 18:50
- Steingberg presents Sound Roster（ベイエフエム）火曜 26:30 - 26:55
- エッグカフェの「アニメ♡女子」（エフエム愛媛）木曜 21:30 - 22:00
- クリーンデバイス presents みんなのクルマ選び（茨城放送、K-mix、エフエム愛知）
- 織田千穂の くるまがある（栃木放送）土曜 9:40 - 9:55

### Webラジオ
- 頭文字D Radio Stage（音泉、HiBiKi Radio Station：2012年11月10日 - 2013年5月26日）[1]

### PV映画
- PIAAフィルター店頭PV
- ゆず「Love &Peach」MV
- ブリッド株式会社PV「CHOOSE BRIDE」
- Lovefunky「Star Radio」powered by BLACKJAXX

### 賞
- 2007年フォーミュラニッポンsabra RQ of the yearグランプリ受賞
- 2010年RQブログ選手権Qブロ！バイク部門年間シリーズ1位獲得

### 新聞
- 東京中日スポーツ
- 夕刊フジ
- 東京スポーツ
- 日刊ゲンダイ
- 九州スポーツ

### 雑誌
- でちゃう
- ゼクシィ
- SPY　Girl
- パチンコウォーカー
- Edy NAVI
- ギャルズパラダイス
- Pit Girls
- Sabra
- フライデー (雑誌)
- じゃらん
- VIPCAR
- AUTOSPORTS
- CarANDDRIVER
- driver
- 日刊自家用車
- ベストカー
- ホリデーオート
- Carトップ
- Xacar
- REVSPEED
- NAVICARS
- JAPANKART
- プレイドライブ
- Goo
- WRC+

### CM
- ダイエットサプリメントMIONA(2010年)
- ロッテガムZEUS(2012年)

### モデル
- 三ツ星着物
- ゼクシィウェディングドレスモデル
- フェローズ化粧品
- トレジャーファクトリー企業広告
- BMガールイメージモデル
- IMAGE広告
- サンドバスweb
- 渋谷109　ネイルクラフトネイルモデル
- 企業転職サイト
- 振袖プラチナ館着物パンフレットモデル
- at-sceltaウェブファッションモデル
- Be with collection コスプレモデル
- 丸惣パーティーグッズモデル
- Rubinrosa　web
- イベントステージモデル(インタービー)
- ファッションショーモデル(メガウェブフェスタ)
- ジョージアご褒美ブレイクガール
- アメフェス　2010イメージガール
- 月刊ジャパンカート　2011年10月号裏表紙グラビア
- これが流し撮りだ！ポートレートモデル
- レインボータウンFM番組プログラム春号表紙
- REVSPEED　2011年4月号　Aライレポート特集、2012年8月号グラビアモデル
- 比較.com広告モデル
- 雑誌Goo9月号巻頭ページ 人とクルマの交差点
- フォトストックモデル
- 産業能率大学 広告パンフレットポスターモデル
- 雑誌｢和婚」着物雑誌モデル
- SanDisk記者発表会モデル

### レースクイーン
- 2007年､2008年
FormulaNippon　ミスPIAAガール(PIAA　Nakajima Racing Team RQ)
SUPER GTミスＰＩＡＡガール(EPSON　Nakajima Racing Team RQ)
その他全日本ラリー選手権、８耐等

- 2007年 スーパー耐久MagSLガール(KARURA　Racing ings★北海Z　Team RQ)
- 2008年 ドライバースタンド(２りんかん)イメージガール
- 2009年～2014年キトキトギャルズ(DE耐、JOY耐、もて耐、K4GP)
- 2010年
スーパー耐久　DUKEギャル(Hondacars東京with G motion)
全日本ロードレース選手権（MFJｽｰﾊﾟｰﾊﾞｲｸ）DUKEギャル(TeamTARO&PLUS ONE)
- 2012年 D1GPレーシングヴィーナス
FeⅢレーシングRQ
ラウンドガール(MEGA FIGHT45＠後楽園ホール)
- 2013年 UEMATSUレディ(supArna)
- 2014年 スーパー耐久 クラス4　UEMATSU×supArna(TRACY SPORTS ings S2000）

### ドライバー
- 2010年
  - enRoute Awards 2010　Best Effort賞、K-TAIツインリンクもてぎ　レディース賞　MVP賞ジャパンカートカップシリーズチャンピオン
  - ベストカー読者感謝デーin富士スピードウェイ ゲスト出演

- 2011年
  - K-TAIツインリンクもてぎ　レディース賞
  - ジャパンカートカップシリーズチャンピオン

- 2012年
  - K-TAIツインリンクもてぎ　レディース賞
  - ジャパンカートカップシリーズチャンピオン
  - アイドラーズ2012＠ツインリンクもてぎ
  - AUTOCAR JAPAN FESTIVAL＠富士スピードウェイ

- 2013年
  - モントレー群馬 TRDラリー選手権
  - 86スタイル シチズンフォースカップasics号
  - メディア対抗レース@筑波サーキット
  - モータースポーツフェスinおわらサーキット ゲスト出演
  - KOREA SPEED FESTIVAL@KICサーキット(Team champions)
  - 2013 Korea Open Kart Endurance Race@5位入賞(Team champions)

- 2014年 全日本ラリー選手権　コドライバー
- 2015年 全日本ラリー選手権 「第2戦 久万高原ラリー」JN4クラス3位入賞[2]